# Frans Ykens
Frans Ykens noto anche con i cognomi Eykens, Ijkens o Eykens e con i nomi Francoys e Franchois (Anversa, 1601 – Bruxelles, 1693) è stato un pittore fiammingo di nature morte attivo ad Anversa e a Bruxelles nel XVII secolo.

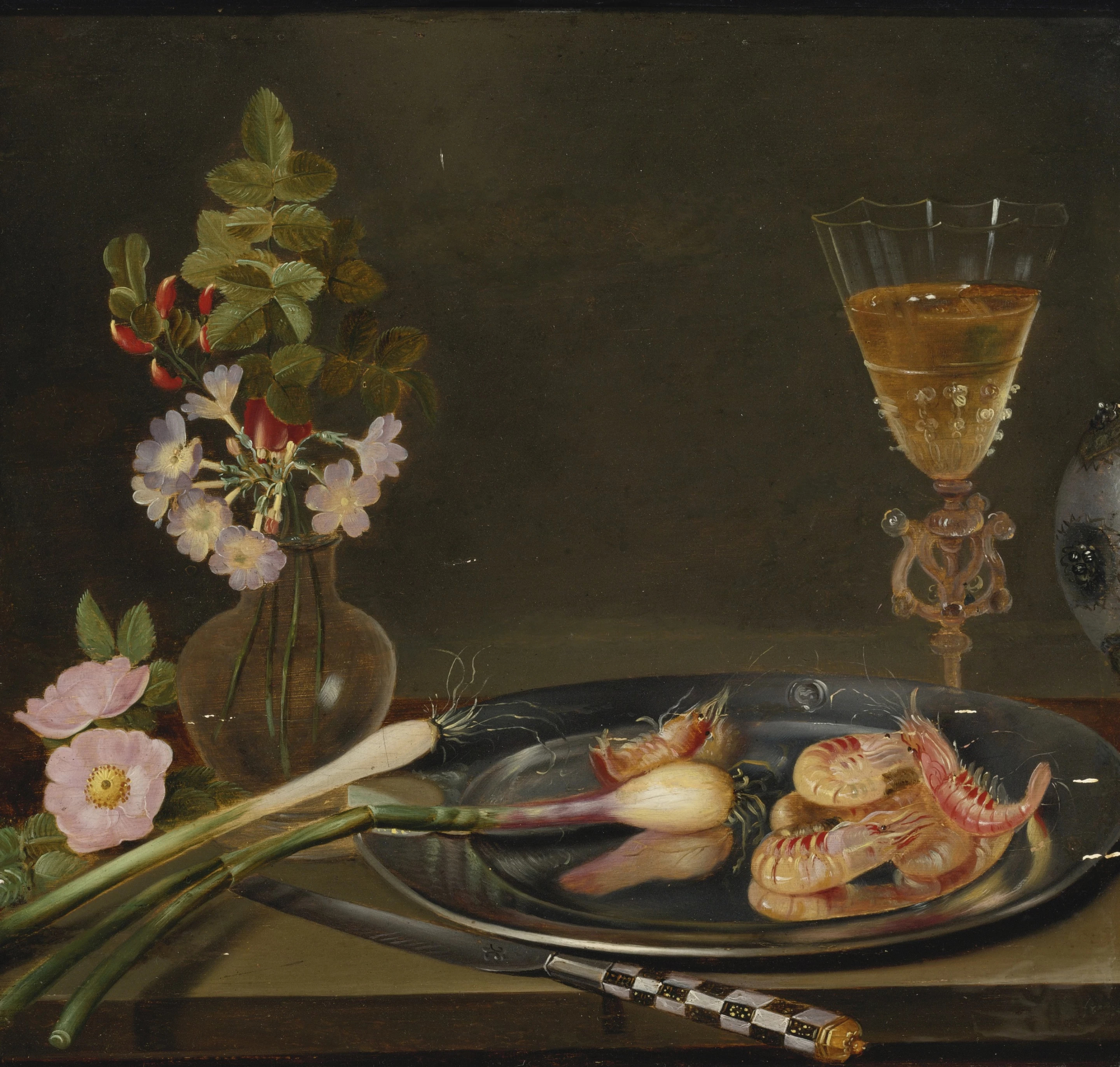
Natura morta con gamberi, vegetali, fiori e un vaso di vetro

È principalmente conosciuto per i mazzi di fiori, le nature morte di frutta e per i banchetti dipinti, pronkstilleven e pezzi più grandi.

## Biografia
Iniziò il suo studio artistico all'età di 14 anni con suo zio Osias Beert, uno dei primi pittori a specializzarsi in nature morte. Secondo la sua stessa dichiarazione del 1641, aveva viaggiato 12 anni prima (cioè nel 1629) in Provenza dove era stato, tra gli altri posti, ad Aix-en-Provence e a Marsiglia.

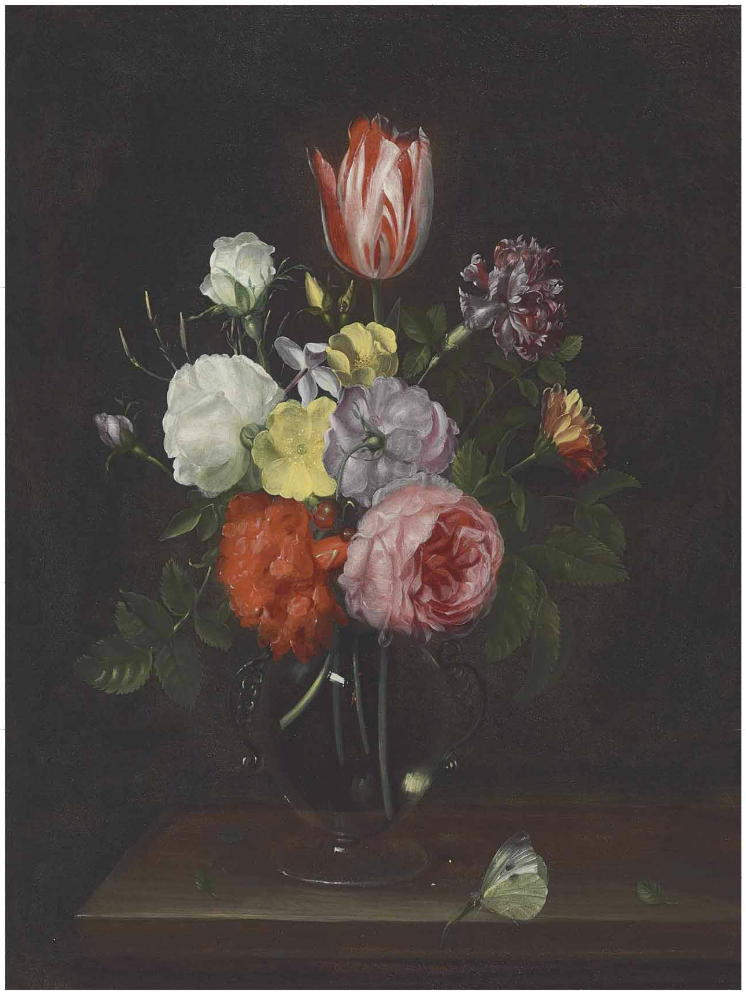
Mazzo di fiori in un vaso di vetro, con una farfalla su un tavolo di legno

Nel 1631 divenne maestro nella Corporazione di San Luca di Anversa. Nel 1635 sposò la pittrice di fiori Catarina Ykens-Floquet, che era la figlia del pittore Lucas Floquet I e la sorella di altri tre pittori.
Ebbe successo e le sue opere vennero molto apprezzate dai collezionisti del suo tempo. Dipinse per l'Arciduca Leopoldo a Bruxelles. Le sue opere furono collezionate da Eleonora Maria Giuseppina d'Austria che acquistò le sue opere attraverso il mercante d'arte di Anversa  Forchondt. Era anche molto apprezzato dai suoi colleghi, come dimostra il fatto che Rubens possedeva sei delle sue nature morte.
Il suo successo gli permise di acquisire una sontuosa dimora nel centro di Anversa. Nel 1665 si trasferì a Bruxelles, dove lavorò fino alla morte. Dovette essere caduto in tempi difficili nei suoi ultimi anni in quanto fu obbligato ad ipotecare la sua proprietà che vennero vendute dopo la sua morte per pagare i debiti.
Ebbe come allievi sua nipote Catherine Ykens (II), Osias Beert (II) e Gilliam Dandoy, che dipinsero nel suo stile.

## Opere

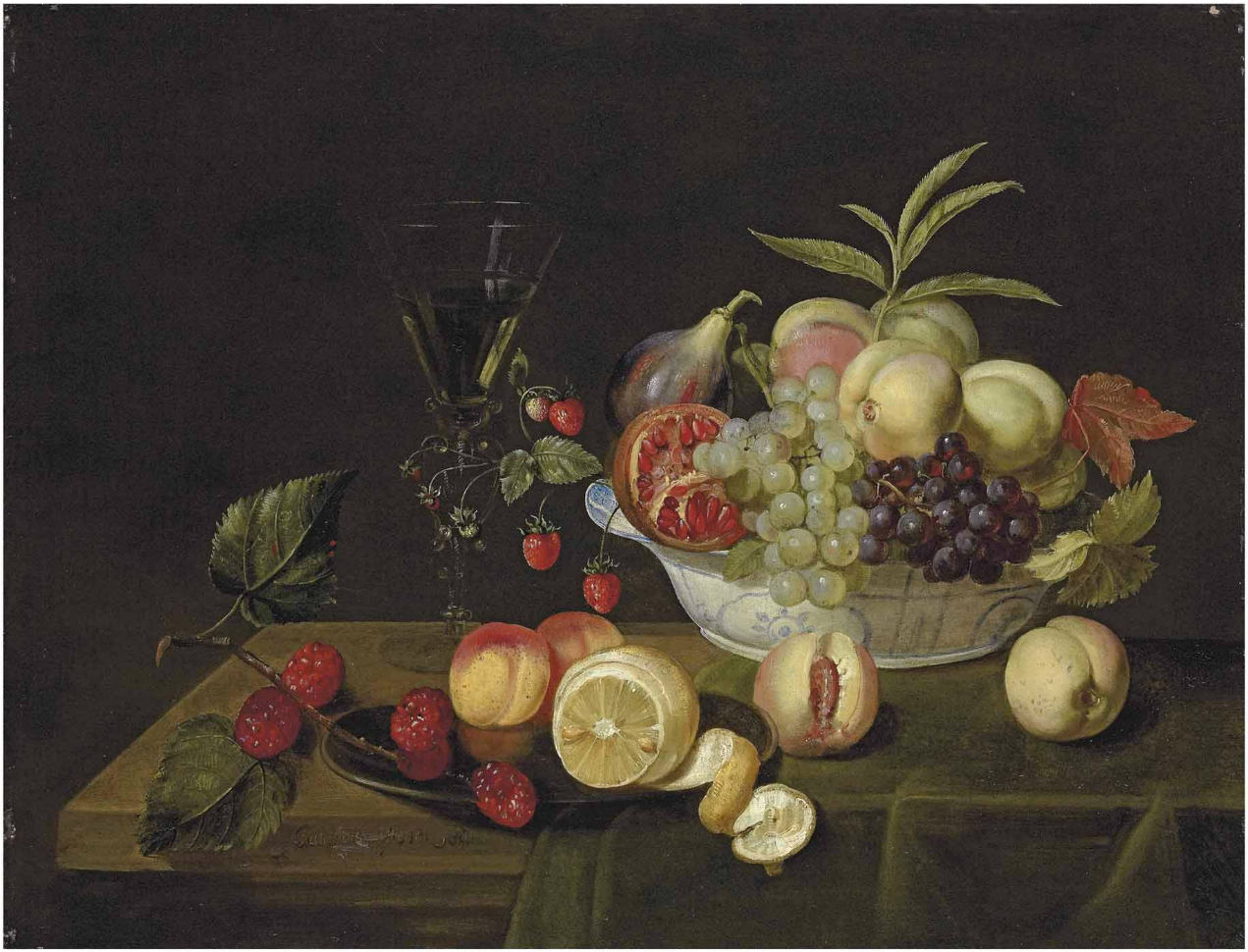
Frutta in un recipiente di porcellana Wan-Li

La sua opera è abbastanza consolidata poiché firmò la maggior parte dei suoi dipinti. Tutti I dipinti datati risalgono al periodo di Anversa (dal 1635 al 1663). Dipinse principalmente fiori, ghirlande e nature morte di frutta. Inoltre, realizzò una serie di pezzi da colazione, pronkstilleven e dipinti più grandi con selvaggina e pesci morti.
Nel corso della sua lunga carriera lavorò in numerosi stili e formati. Fu influenzato dal lavoro di altri pittori di nature morte, inclusi i pezzi "colazione" ("ontbijtjes") di Willem Claesz Heda e "pronkstilleven" o ancora sontuose nature morte di Frans Snyders.
I suoi mazzi di fiori in vasi di vetro sono alla maniera di Daniel Seghers e Jan Philips van Thielen mentre le sue composizioni con ciotole di porcellana sono debitrici ai pionieri di questo genere, Osias Beert e Jacob van Hulsdonck.

### Ghirlande

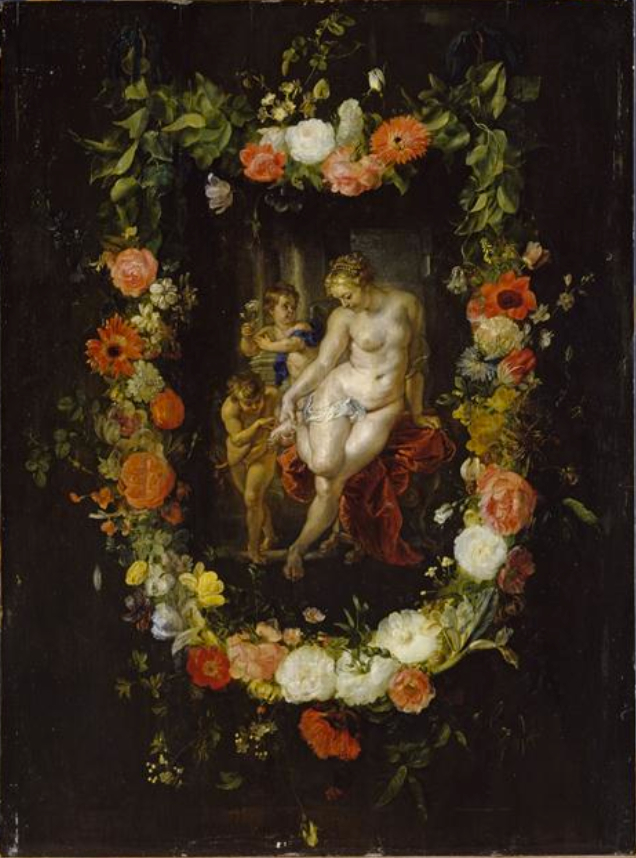
Nascita della rosa rossa

Frans Ykens dipinse molte opere con ghirlande devozionali. I dipinti di ghirlanda sono uno speciale tipo di natura morta sviluppata ad Anversa da Jan Brueghel il Vecchio in collaborazione con il cardinale italiano Federico Borromeo all'inizio del XVII secolo. Altri artisti coinvolti nel primo sviluppo del genere furono Hendrick van Balen, Andries Daniels, Peter Paul Rubens e Daniel Seghers. Il genere era inizialmente collegato all'immagine visiva del movimento della Controriforma. Fu ulteriormente ispirato dal culto della venerazione e della devozione a  Maria prevalente presso la corte degli Asburgo (quindi i governanti dei Paesi Bassi meridionali) e ad Anversa in generale.
I dipinti di ghirlande mostrano tipicamente una ghirlanda di fiori attorno a un'immagine devozionale, a un ritratto o ad altri simboli religiosi (come l'ostia consacrata). Dalla seconda metà del XVII secolo, anche temi laici come ritratti e soggetti mitologici decoravano la parte centrale dei numerosi dipinti realizzati in questo modo. Un esempio di questo successivo sviluppo è Nascita della rosa rossa (Staatliches Museum Schwerin), in collaborazione con Cornelis Schut I.
Altri pittori di figure con cui è noto che Ykens avesse collaborato a dipinti di ghirlande furono Jacob Jordaens, Erasmus Quellinus il Giovane, Jan van den Hoecke, Pieter de Grebber, Thomas Willeboirts Bosschaert e Pieter van Avont. Collaborò probabilmente anche con Peter Paul Rubens. Ykens dipingeva i fiori e le ghirlande mentre gli altri artisti dipingevano il resto del dipinto. A differenza di altri pittori di fiori, Frans Ykens dipingeva regolarmente il tema centrale nella pittura della ghirlanda.